# メルセデス・ベンツ・EQE
メルセデス・ベンツ・EQE（Mercedes-Benz EQE）は、ドイツの自動車メーカーであるメルセデス・ベンツが製造し、EQブランドで販売する電動のEセグメント高級車である。
同様のプラットフォームを使用する同名のSUVについては、EQE SUVを参照。

## 初代（V295、2022年 - ）
2021年のIAAモビリティにて、初公開された。翌年3月に欧州で、同年9月に日本で販売を開始。
EQS（V297）同様に、EV専用プラットフォームを搭載し、Eクラスに相当するミドルサイズのEVセダンとして位置づけられる。そのため、EQSとほぼ同等の性能をややコンパクトなボディに搭載するパッケージとなる。
デザインコンセプトも、概ねEQSを踏襲する。ただし、EQSが2ボックスの5ドアハッチバックセダンであるのに対して、EQEは独立したトランクルームを備える3ボックスの4ドアセダンである。また、EQSよりもホイールベースは90mm、全幅は20mmそれぞれ短縮されている分、操縦性に優れている。
エクステリアは、「ワン・ボウ」（弓）と表現されるアーチ状のルーフを中心に、ラインがリアまで延びたファストバックのスタイルを形成する。機能性やエアロダイナミクスに対する厳しい要求を満たす「目的に沿ったデザイン」には、ゆったりとした面の構成、 継ぎ目の少なさ、そしてシームレスデザインといった「Sensual Purity（官能的純粋）」の思想が反映されている。前後にライトバンド（光の帯）が設けられ、EQモデルであることを強調する。
フロントフェイスの「ブラックパネル」ユニットには、超音波センサー、カメラ、レーダーセンサーなど、運転支援システムのさまざまなデバイスが組み込まれている。ただし、それらが表から直接見えることはないよう処理されている。左フェンダー側面のサービスフラップは、ウォッシャー液補充のためのもので、ボンネットは、室内用エアフィルター交換などのメンテナンス目的の場合に、サービス工場でのみ開閉可能である。
専用プラットフォームにより、エンジンやトランスミッションのスペースが必要無い分、Aピラーをより前方に配置し、前後のオーバーハングを切り詰めることで、広いキャビンスペースを確保した。さらに、リア・アクスルステアリング（最大10度）の採用により、最小回転半径は、同社のコンパクトモデルであるAクラス（W177）の5.0mをも凌ぐ、4.9mを実現している。浮遊汚染物質を除去する、新開発の大型HEPAフィルターも装備する。
高速巡航時にボンネットが浮く現象を抑えるため、左右フェンダーまで回り込んだボンネットに加え、エアロダイナミックホイール、テールゲートスポイラー、格納式ドアハンドルの採用などにより、Cd値は0.22を達成した。高周波の風切り音に対しては、ドアやウインドウのシールに特殊な防音対策を施したほか、Aピラーには、フロントウインドウとの境目に、特殊な形状のゴム製トリムを取り付けることで、大幅なノイズの低減を実現した。
インテリアは、3枚の高精細パネルとダッシュボード全体を1枚のガラスで覆うワイドスクリーンで構成された、新開発の「MBUX ハイパースクリーン」が用意される。センターコンソールの下側は宙に浮いたような構造となり、左右のエアアウトレットは、ジェットエンジンのタービンを模したデザインとなる。なお、非装着時には、センターディスプレイとデジタルコックピットがそれぞれ独立して装備され、W223に近しいデザインとなる。
車や歩行者に加え、自転車も検知する「アクティブブレーキアシスト」や「緊急回避補助システム」をはじめ、ステレオマルチパーパスカメラと、360度カメラシステムを併用することで、より精密に、車線中央を維持するようになった「アクティブステアリングアシスト」など、最新の安全運転支援システム「インテリジェントドライブ」も搭載されている。
走行モードを好みに合わせて変更できる「ダイナミックセレクト」機能も備わる。走行モードは、コンフォート、スポーツ、エコ、インディビジュアルから選択でき、モードに応じてサスペンション、アクセル特性、ESPなどの設定が切り替わる。
AMGバージョンである「Mercedes-AMG EQE 43 4MATIC」および「Mercedes-AMG EQE 53 4MATIC+」も用意される。両者ともに、前後2基のモーターが搭載され、4MATICシステムにより、走行状況に応じて前後の駆動トルクが連続的に制御される。最上級グレードのEQE 53の最高出力は626 psで、オプションの「ダイナミックプラスパッケージ」を選択し、ブースト機能をONにした場合、最大出力が687 psまで増強する。また、操舵性を高めるため、最大3.6度まで操舵可能なリア・アクスルステアリングが標準装備される。エクステリアには、専用のグリルとAMGのエンブレムがあしらわれるほか、専用のリアディフューザーとスポイラー、専用ホイールが装備される。インテリアにも、AMG仕様の専用ファブリックとステッチ、ステアリングホイールが採用される。

### 日本での発売
2022年9月29日、発表。同日より「EQE 350+」の発売および「EQE 53 4MATIC+」の予約注文の受付を開始した。前者は右ハンドルのみ、後者は左/右ステアリングの設定がなされる。

2024年5月29日、特別仕様車「EQE 350+ Electric Art」を発表。「EQE 350+」をベースに標準装備を見直し、シンプルなオプション構成としたことで、約200万円安価な価格を実現した。特別装備として、新デザインの19インチアルミホイール、コンフォートサスペンション、電動充電フラップ、レザーARTICOシート、室内を暖める際の消費電力を大幅に削減するヒートポンプなどを採用している。ただし、ベースに標準装備されるAIRMATIC、リア・アクスルステアリング、リモートパーキングアシスト、シートベンチレーター、ヘッドアップディスプレイ、Burmester®3Dサラウンドサウンドシステム、HEPAフィルターなどは省かれる。標準モデルが15台、AMGラインパッケージ装着モデルが15台の、計30台が用意され、前者は、重量制限2,300kgの機械式立体駐車場に対応する。

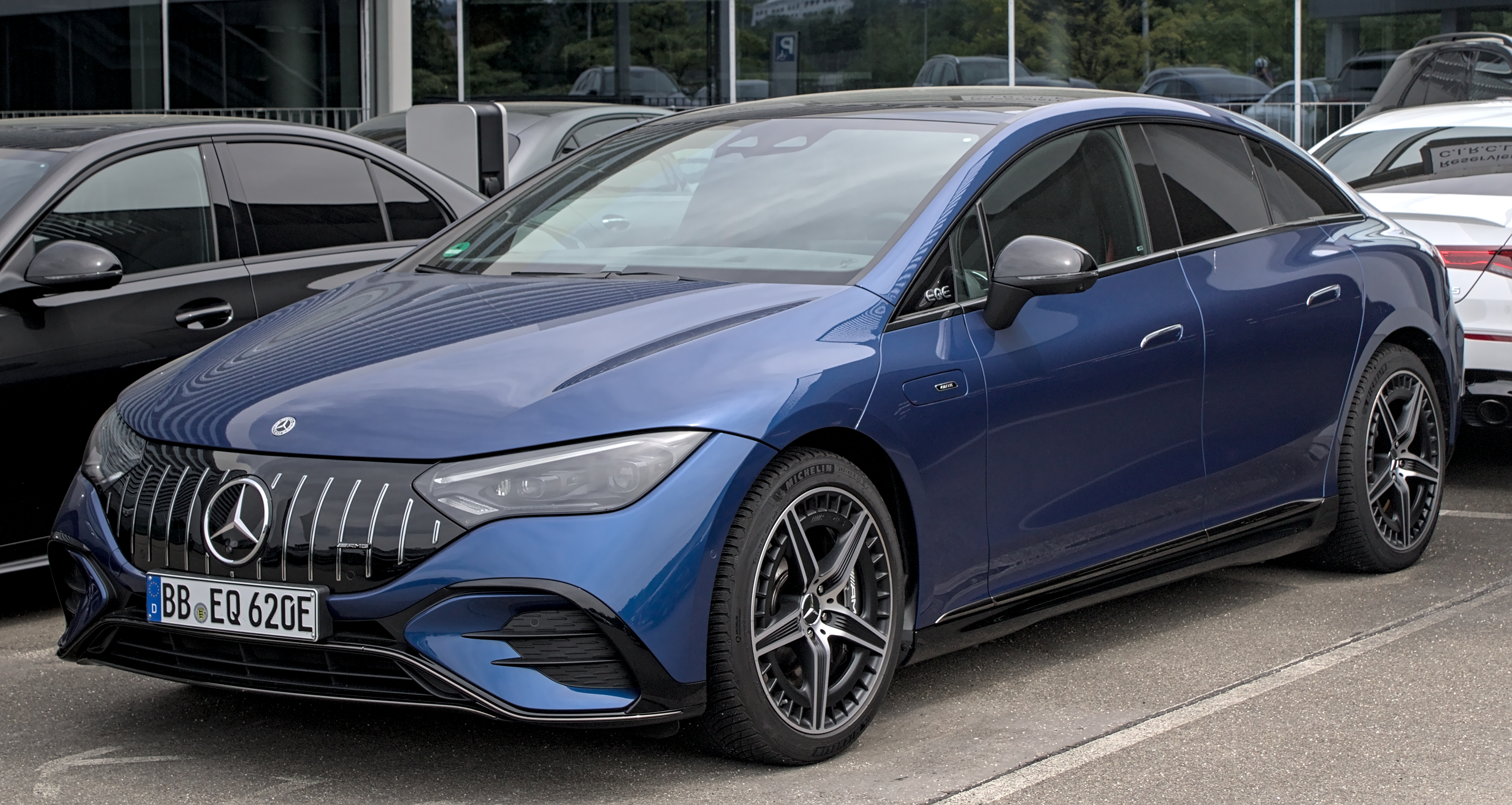
Mercedes-AMG EQE 43 4MATIC
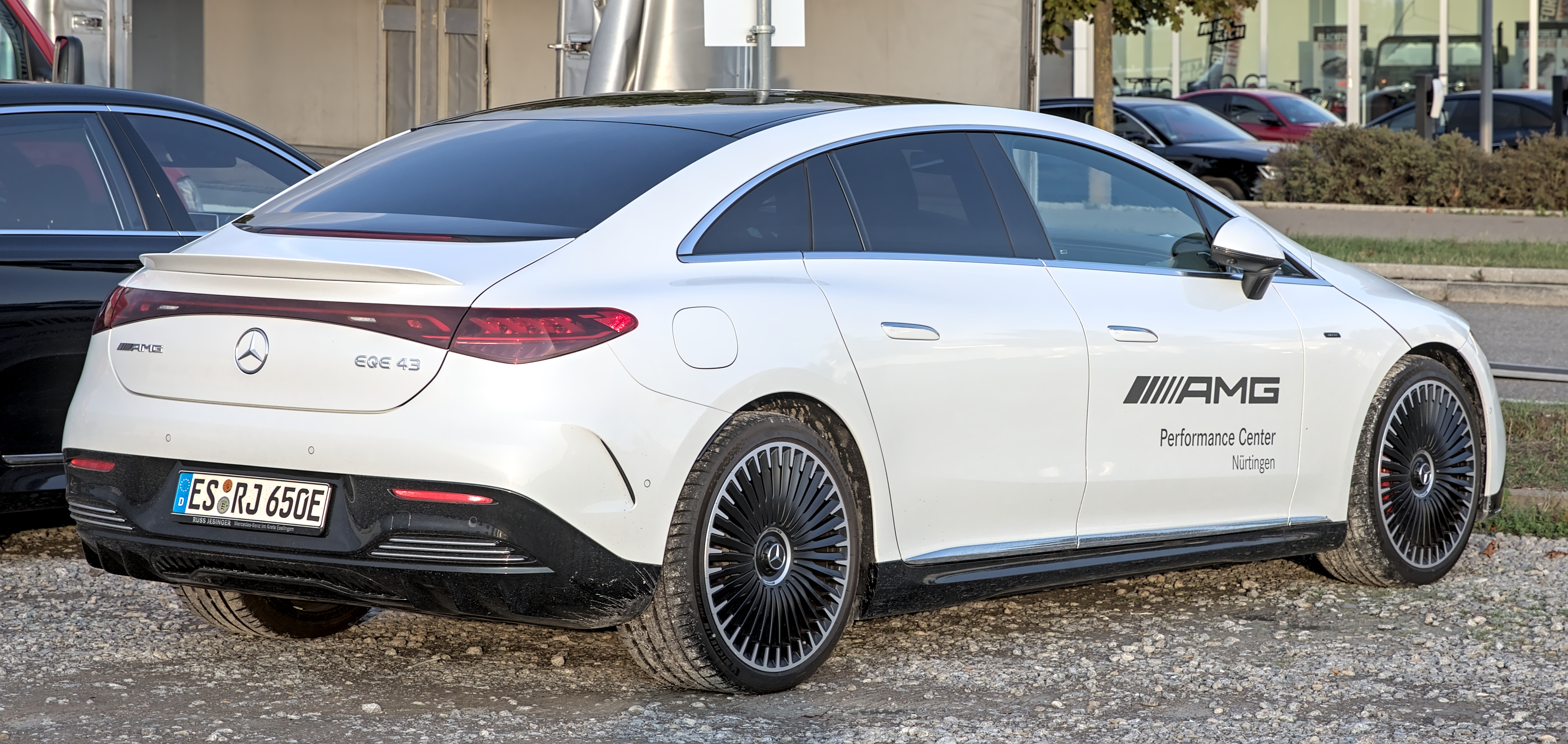
Mercedes-AMG EQE 43 4MATIC
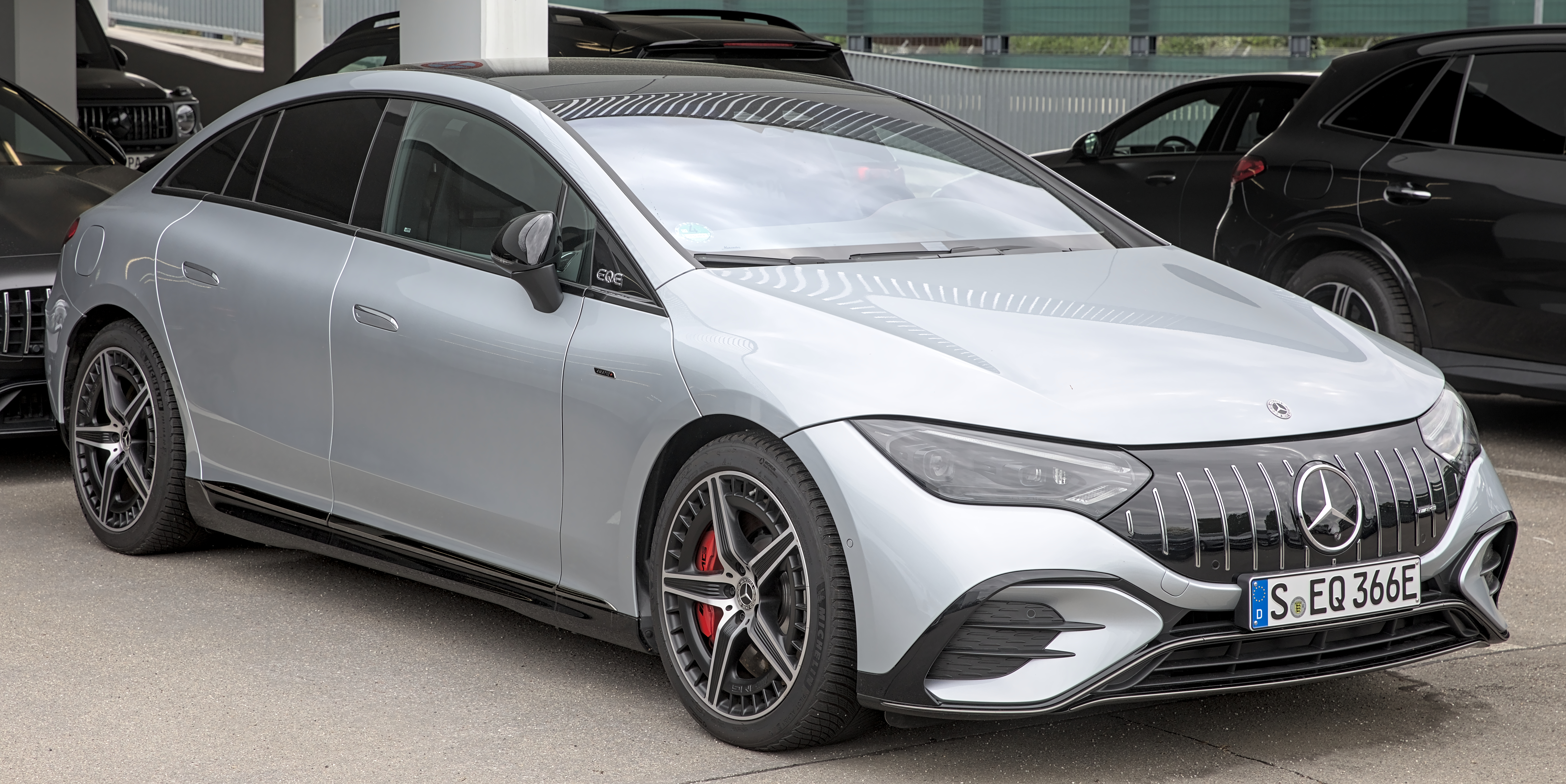
Mercedes-AMG EQE 53 4MATIC+
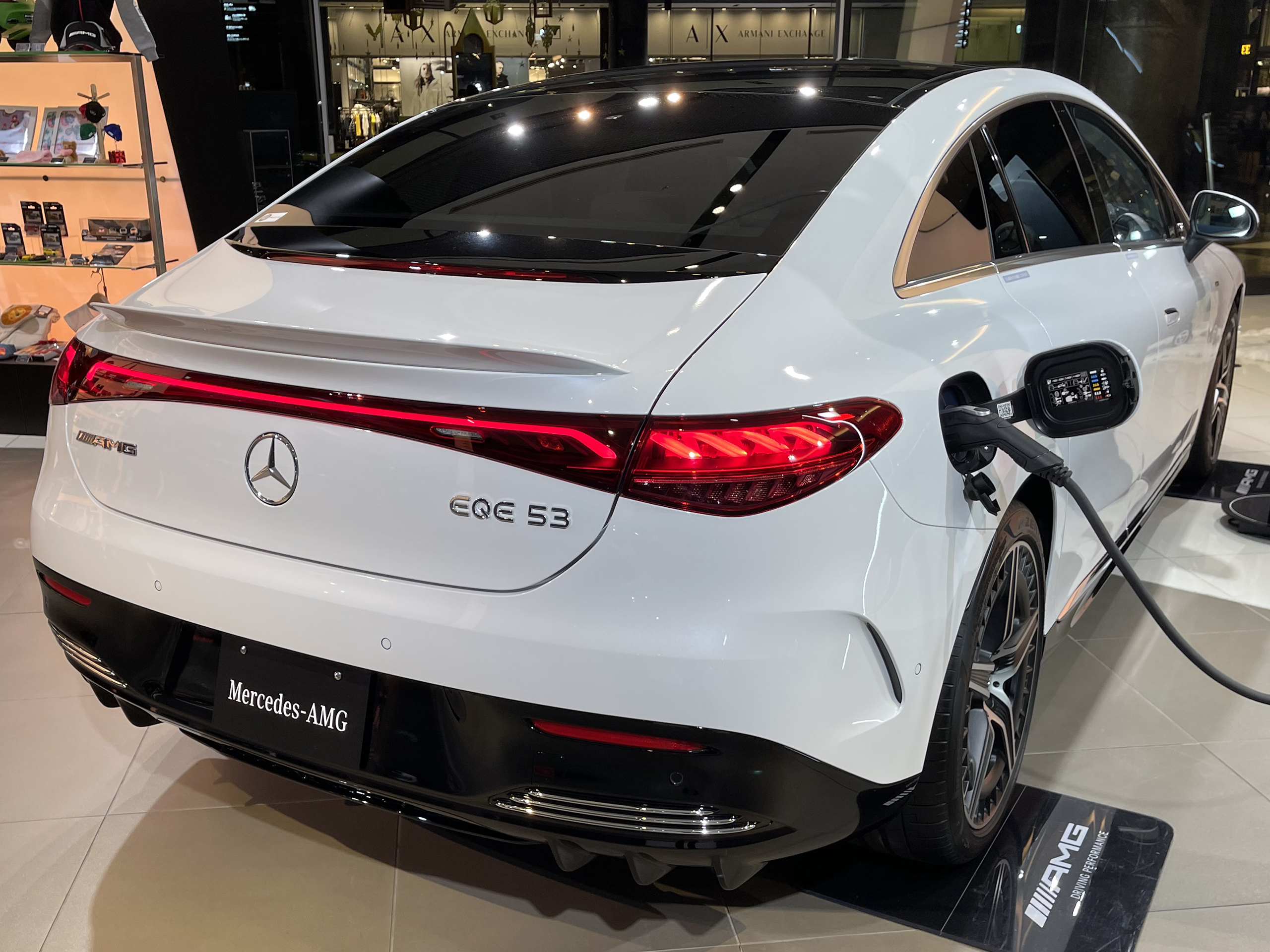
Mercedes-AMG EQE 53 4MATIC+

## テクニカルデータ
RWD仕様はリアに1基、4WD仕様はフロント/リアに各1基の交流同期モーターが搭載される。エントリーモデルの「EQE 300」は89kWh、それ以外のモデルは90.6kWhのリチウムイオンバッテリーが搭載される。WLTPモードでの航続距離は、「EQE 350+」（RWD仕様）の場合、最大660kmである。
2024年11月現在、日本市場には、「EQE 350+」と「Mercedes-AMG EQE 53 4MATIC+」の2モデルが導入されている。日本向け仕様では、車外へ電力を供給する給電機能（V2H/V2L）が搭載される。
ラインアップは、以下の通り。
| モデル                      | 販売時期 | 駆動方式 | 最高出力        | 最大トルク | WTLP航続距離 |
| --------------------------- | -------- | -------- | --------------- | ---------- | ------------ |
| EQE 300                     | 2022 -   | RWD      | 180 kW (245 PS) | 550 Nm     | 550-639 km   |
| EQE 350                     | 2022 -   | RWD      | 215 kW (292 PS) | 565 Nm     | 550-639 km   |
| EQE 350+                    | 2022 -   | RWD      | 215 kW (292 PS) | 565 Nm     | 545-660 km   |
| EQE 350 4MATIC              | 2022 -   | 4WD      | 215 kW (292 PS) | 765 Nm     | 507-597 km   |
| EQE 500 4MATIC              | 2022 -   | 4WD      | 300 kW (408 PS) | 858 Nm     | 505-596 km   |
| Mercedes-AMG EQE 43 4MATIC  | 2022 -   | 4WD      | 350 kW (476 PS) | 858 Nm     | 463-534 km   |
| Mercedes-AMG EQE 53 4MATIC+ | 2022 -   | 4WD      | 460 kW (626 PS) | 950 Nm     | 459-526 km   |